# Zeche Silberbank
Die Zeche Silberbank ist ein ehemaliges Steinkohlenbergwerk in Essen-Werden-Hamm. Das Bergwerk war bereits vor dem Jahr 1800 ohne Belehnung in Betrieb.

## Bergwerksgeschichte
Im Jahr 1802 war das Bergwerk in Betrieb, pro Tag wurden auf dem Bergwerk 96 Ringel Steinkohle gefördert. Danach war das Bergwerk einige Zeit in Betrieb, bis es im Jahr 1804 außer Betrieb genommen wurde. Am 9. September des Jahres 1813 wurde das Bergwerk wieder in Betrieb genommen. In der nachfolgenden Zeit wurden die alten Grubenbaue aufgewältigt. Im Jahr 1815 war der Schacht Hermann in Förderung. Zu dieser Zeit war Mathias Stinnes einer der Gewerken des Bergwerks. Im Jahr 1820 waren sechs Bergleute beschäftigt, ab dieser Zeit wurde wieder Abbau betrieben. Im Jahr 1826 wurde im Bereich von Schacht Elise abgebaut. Im Jahr 1830 wurde in der ersten Jahreshälfte noch Abbau betrieben und 4806 Scheffel Steinkohle gefördert. Ende Juni desselben Jahres wurde die Zeche Silberbank endgültig stillgelegt.